# ارکیده‌های عنکبوتی
ارکیده‌های عنکبوتی (نام علمی: Caladenia) نام یک سرده از تبار درازگوشان است.